# Giacomo Torelli
Giacomo Torelli (né en 1608 à Fano, dans l'actuelle province de Pesaro et Urbino, alors dans les États pontificaux et mort dans la même ville en 1678) est un peintre et scénographe italien du XVIIe siècle. Véritable ingénieur, ses innovations concernant la machinerie théâtrale sont à l'origine de nombreux dispositifs de mise en scène moderne.

## Biographie
En l'état actuel des connaissances, on ne sait rien du début de la vie de Torelli.
Ses premiers travaux documentés apparaissent en janvier 1641, il est alors signalé comme ingénieur militaire au service de la république de Venise. Déjà connu en tant qu'architecte, il y construit deux églises. Il fait ériger le Teatro Novissimo (en) de Venise, qu'il équipe de machines ingénieuses, y compris une scène tournante et les pôles et le système de changement de décors. L'un de ses dispositifs sert à la création de La finta pazza, un opéra de Giulio Strozzi et de Francesco Paolo Sacrati (1605-1650), puis, du même, pour Bellerofonte (1642) et Venere gelosa (janvier 1643). Son dernier travail pour Sacrati concerne L'Ulisse errante, durant le carnaval vénitien de 1644 au Teatro Santi Giovanni e Paolo (en).
Ses inventions étonnent bientôt l'Europe et lui vaut le titre de il stregone gran (« le grand sorcier »).
Depuis la France, Mazarin le convoque à la Cour fin 1644, comme étant l'un des plus célèbres metteurs en scène d'Italie, le « grand magicien », incomparable expert en « machine ». Le 14 décembre 1645, La finta pazza fut jouée à Paris, dans la salle du Petit-Bourbon, par la troupe de Giuseppe Bianchi, que Mazarin avait fait venir dès 1639 pour l’amusement du roi. La Festa teatrale dell’Finta Pazza fut représentée avec les décors et les machines de Torelli, et des intermèdes dansés (Balletti d’invenzione nella Finta pazza) de Giovan Battista Balbi, devant vingt à trente personnes, dont le roi, âgé de sept ans, la reine-mère – à qui l’œuvre était dédiée – et le cardinal Mazarin. Elle est considérée comme le premier opéra représenté en France.
Torelli équipe le théâtre du Petit-Bourbon à Paris avec de nombreux appareils tels que des mécanismes efficaces pour des changements rapides de séries lourdes, ce qui a grandement favorisé le développement des effets de scène élaborée. Parmi ses triomphes à Paris, on retient la production de la pièce à machines Andromède (1650) de Pierre Corneille.
Cinq décors successifs furent montés, mais la pièce[Laquelle ?], envisagée comme un tout, trop étrangère aux habitudes mentales des Français, trop échevelée, trop baroque, n'emporta pas l'adhésion.[réf. nécessaire]
Torelli revient plus tard en Italie, vers 1662, et construit un théâtre richement équipée a Fano, où il meurt le 17 juin 1678.
Son successeur au Petit-Bourbon, Gaspare Vigarani, détruit ses dispositifs, apparemment par jalousie, mais les dessins et modèles ont été reproduits dans l'Encyclopédie de Diderot et D'Alembert.
Parmi ses écrits, on compte un petit traité des machines théâtrales, Apparati scenici per lo Teatro Novissimo di Venetia, publié à Venise en 1644 et illustré de gravures exécutées par Marco Boschini.